# Distruzione di siti associati al primo islam in Arabia Saudita

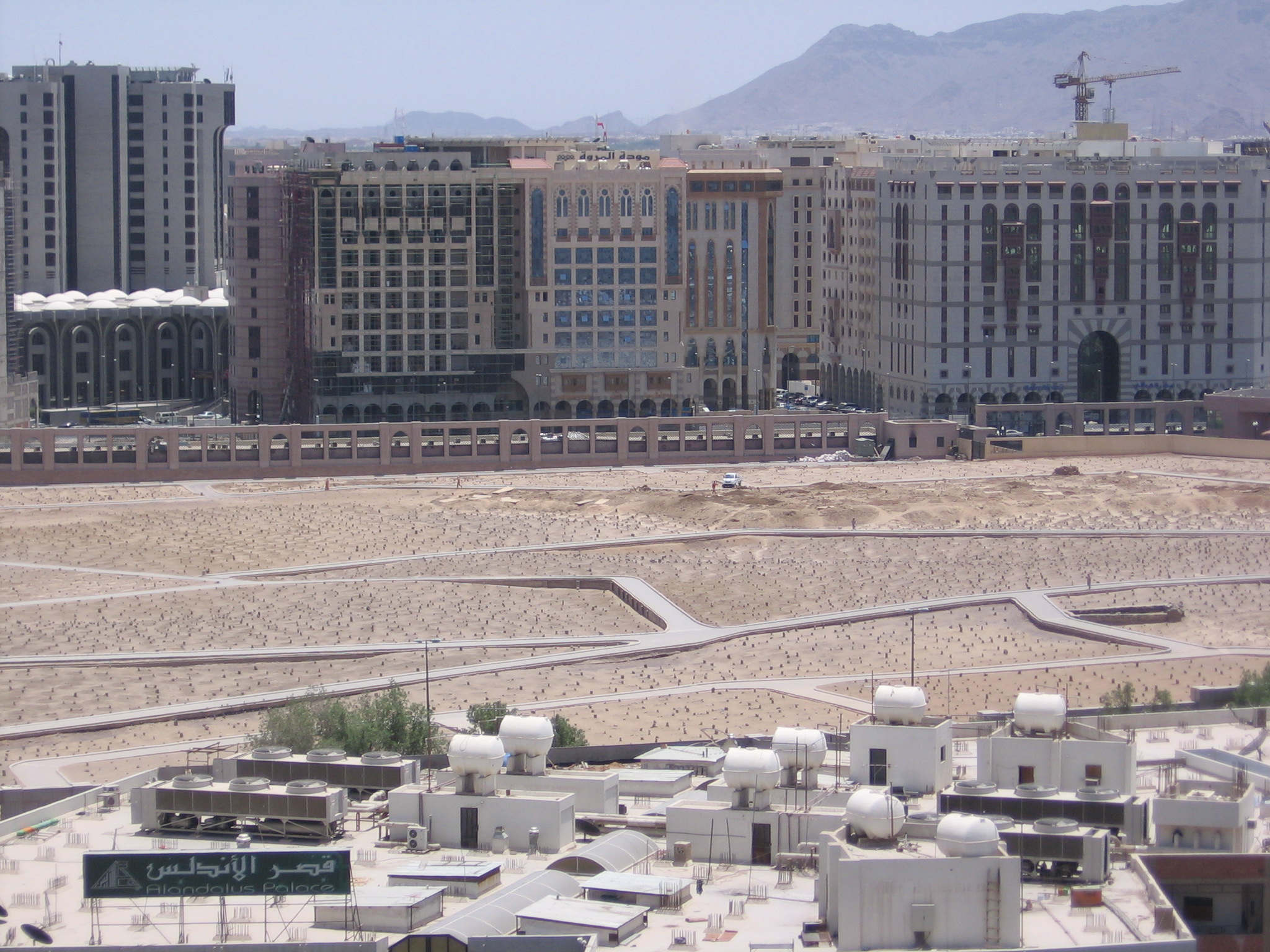
Cimitero di Al-Baqi a Medina, Arabia Saudita

La distruzione di siti associati al primo Islam è un fenomeno in corso che si è verificato principalmente nella regione di Hegiaz nell'Arabia Saudita occidentale, in particolare intorno alle città sante de La Mecca e Medina. La demolizione si è concentrata su moschee, siti di sepoltura, case e luoghi storici associati al profeta islamico Maometto e molte delle personalità fondanti della prima storia islamica. In Arabia Saudita, molte delle demolizioni hanno fatto parte ufficialmente della continua espansione della Al-Masjid al-Ḥarām alla Mecca e della Moschea del Profeta a Medina e delle loro strutture di servizi ausiliari al fine di accogliere il numero sempre crescente di musulmani che si recano in pellegrinaggio (hajj).

## Storia
Gran parte della penisola arabica fu politicamente unificata a partire dal 1932 nel terzo e attuale stato saudita, Arabia Saudita. La campagna militare guidata da re Abd al-Aziz dell'Arabia Saudita e dal suo esercito di uomini della tribù dei beduini conquistò gli Hejaz e estromise il clan hashemita dal potere. I nuovi sovrani Najdi, arabi nomadi, si trovarono alla guida di una società altamente sofisticata. Una struttura politica coesa basata sul sistema Majlis al-Shura (consiglio consultivo) esisteva da secoli. Un organo amministrativo centrale gestiva un bilancio annuale che ripartiva le spese per le scuole secondarie, le forze armate e di polizia. Allo stesso modo, il tessuto religioso del Najd e degli Hejaz erano molto diversi. Le usanze e i rituali culturali Hejazi tradizionali erano quasi interamente di natura religiosa. Celebrazioni in onore di Maometto, della sua famiglia e dei suoi compagni, riverenza dei santi defunti, visita di santuari, tombe e luoghi sacri collegati a uno di questi erano tra i costumi indigeni dell'Islam Hejazi. Mentre l'autorità amministrativa degli Hejaz passava nelle mani dei musulmani Najdi Wahabi dall'interno, i Wahabi ʿĀlim consideravano le pratiche religiose locali come superstizioni infondate che sostituivano le pratiche religiose codificate ed erano considerate una completa corruzione della religione che avrebbe portato all'eresia. Ciò che seguì fu una rimozione delle infrastrutture fisiche, tombe, mausolei, moschee e siti associati alla famiglia e ai compagni di Maometto.

## Siti distrutti
Di seguito è riportato un elenco incompleto di siti distrutti:

### Moschee
- La moschea di al-Manaratain.[7]
- Moschea e tomba di Sayyid Imam al-Uraidhi ibn Ja'far al-Sadiq, distrutta dalla dinamite il 13 agosto 2002.
- Quattro moschee nel sito della battaglia del Fossato a Medina.
- La moschea di Abu Rasheed.[8]
- Moschea Salman al-Farsi, a Medina.
- Raj'at Ash-Shams Mosque, a Medina.

### Cimiteri e tombe
- Jannat al-Baqi a Medina, livellato, accesso ancora aperto per gli uomini. Alle donne è sconsigliato visitare i cimiteri dell'Islam sunnita.
- Jannat al-Mu'alla, l'antico cimitero della Mecca.[8]
- Tomba di Hamida al-Barbariyya, madre dell'Imam Musa al-Kazim.
- Tombe di Hamza e altre vittime della Battaglia di Uhud furono demolite sul Monte Uhud.
- Tomba di Eva a Jeddah, sigillata con cemento nel 1975.
- Tomba del padre di Maometto, a Medina.

### Siti religiosi storici
- La casa di Mawlid in cui si ritiene che Maometto sia nato nel 570. Originariamente trasformata in una biblioteca, ora si trova sotto un edificio fatiscente che fu costruito 70 anni fa come compromesso dopo che i chierici wahhabiti ne chiesero la demolizione.[9]
- La casa di Khadija, la prima moglie di Maometto. I musulmani credono che abbia ricevuto alcune delle prime rivelazioni lì. Lì nacquero anche i suoi figli Zaynab bint Muhammad, Ruqayyah, Umm Kulthum bint Muhammad, Fatima, Qasim e Abd-Allah ibn Muhammad. Dopo essere stato riscoperto durante le estensioni di Haram nel 1989, è stato coperto ed è stato trasformato in una biblioteca.
- Un hotel Hilton si trova sul sito della casa del primo califfo dell'Islam, Abu Bakr.[10]
- Casa di Maometto a Medina, dove visse dopo la migrazione dalla Mecca.[8]
- Dar e Arqam, la prima scuola islamica dove insegnò Maometto. Ora si trova sotto l'estensione del Masjid Alharam della Mecca.
- Qubbat 'al-Thanaya, il luogo di sepoltura dell'incisivo di Maometto che fu rotto nella battaglia di Uḥud.[7]
- Mashrubat Umm Ibrahim, costruito per contrassegnare la posizione della casa in cui il figlio di Maometto, Ibrahim, nacque da Mariah.
- Cupola che fungeva da baldacchino sul pozzo di Zemzem.
- Bayt al-Ahzan di Sayyida Fatima, a Medina.
- Casa dell'Imam Ja'far al-Sadiq, a Medina.
- Complesso Mahhalla di Banu Hashim, alla Mecca.
- Casa di ʿAlī ibn ʾAbī Ṭālib dove sono nati Hasan e Husayn.